# Black Brant

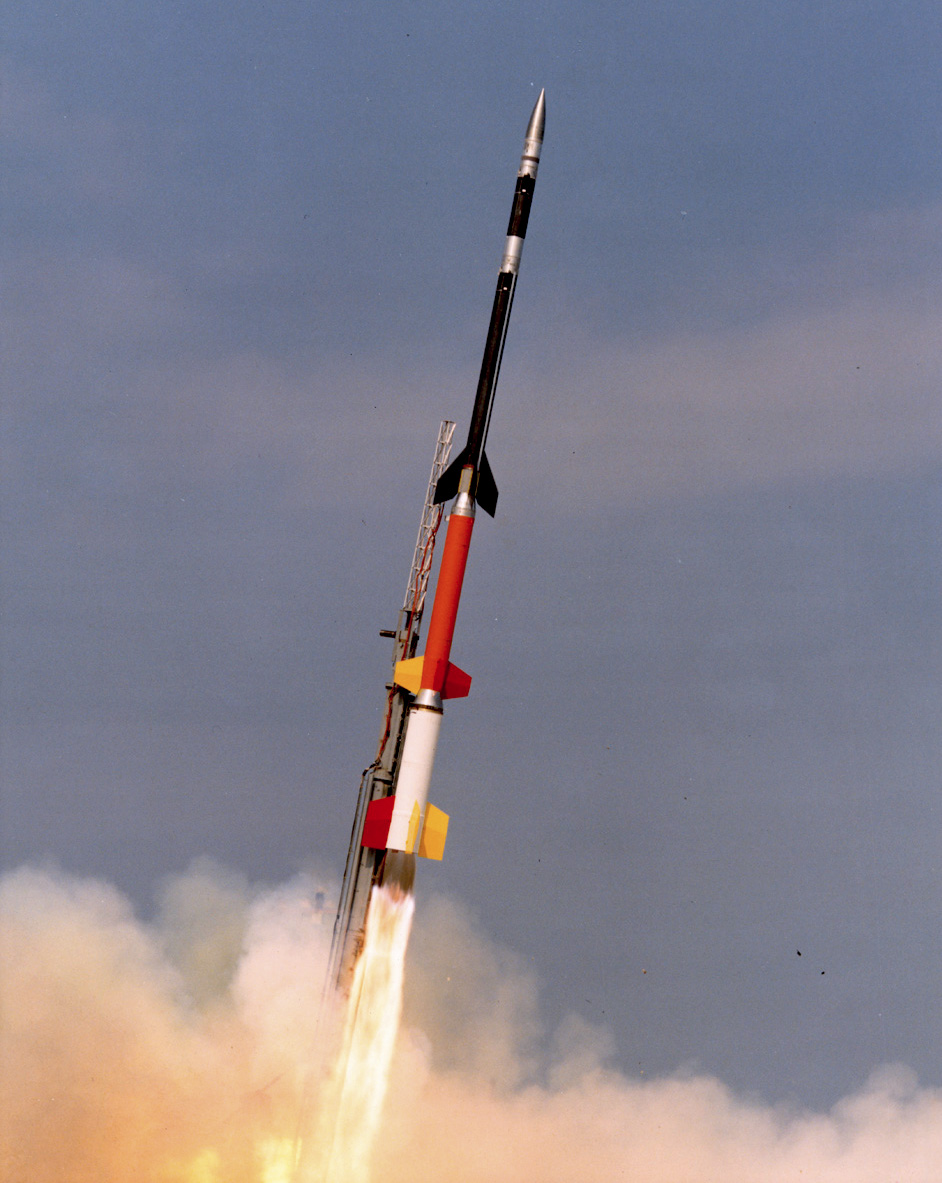
Razzo Black Brant 12

Black Brant è una famiglia di razzi-sonda canadesi a propellente solido prodotti originariamente dalla Bristol Aerospace, compagnia poi assorbita dalla Magellan Aerospace. Sperimentato per la prima volta nel 1959, il Black Brant fu prodotto in diverse versioni e utilizzato per studi scientifici. Le prime versioni erano costituite da un singolo stadio, successivamente furono prodotte versioni a due e a tre stadi. Le varie versioni del Black Brant possono trasportare carichi utili da 70 a 850 Kg ad altitudini da 150 a 1.500 Km. Dal 1962 al 2005 sono stati lanciati 800 razzi Black Brant. I razzi Black Brant permettono di effettuare esperimenti scientifici in microgravità per una durata di tempo fino a 20 minuti, studi dell’alta atmosfera, studi sulle aurore boreali, osservazioni dello spazio profondo e altre ricerche astronomiche.

## Storia
Negli anni cinquanta il Canadian Armament Research and Development Establishment (CARDE) iniziò una serie di studi sull’alta atmosfera con finalità di ricerche sui missili anti-balistici e la comunicazione a lungo raggio. Nel 1957 il CARDE commissionò alla Bristol Aerospace la produzione di una semplice fusoliera per razzi, chiamata Propulsion Test Vehicle (PVT), per studi sui combustibili solidi ad alta potenza. Il primo lancio di prova del PVT fu effettuato il 5 settembre 1959 dal cosmodromo di Fort Churchill. Successivamente l'attenzione del CARDE si è rivolta alle comunicazioni a lunga distanza e ha trovato preferibile utilizzare il sistema Propulsion Test Vehicle come razzo sonda. Dato che il PLV era piuttosto pesante, la Bristol Aerospace ha modificato il design per renderlo più leggero e più adatto al ruolo del razzo sonda. Il nome del razzo è stato cambiato ed è diventato il Black Brant, nome ispirato da un'oca indigena del Canada.
Nel 1960 il CARDE firmò un contratto con la Bristol Aerospace per lo sviluppo di nuove versioni del Black Brant. Negli anni successivi, il CARDE lanciò una serie di razzi Black Brant, sia il modello originale Black Brant I (che fu ritirato nel 1963) sia il più grande Black Brant II (che volò per la prima volta nell'ottobre 1960) e il Black Brant III, più piccolo ma che poteva raggiungere una quota più alta, che fu lanciato per la prima volta nel giugno 1962. Nel giugno 1964 fu lanciato il Black Brant IV, ma fu un insuccesso; il razzo fu modificato e volò con successo nel gennaio 1965. Nel giugno 1965 fu lanciato il Black Brant V. Da allora il Black Brant ha subito una continua evoluzione, fino ad arrivare alle versioni attuali (la XI e la XII). Attualmente, la percentuale di successo dei razzi Black Brant è del 98%.  I razzi Black Brant sono stati usati più volte sia dall'Agenzia spaziale canadese che dalla NASA.